# The Powers That Be
"The Powers That Be" es una canción del músico y compositor británico Roger Waters. Es la cuarta canción en el álbum de 1987, Radio K.A.O.S..

## Personal
- Roger Waters – Voz, guitarra, bajo, shakuhachi, teclado.
- Graham Broad - Batería, percusión.
- Mel Collins - Saxofón
- Nick Glennie-Smith - DX7 y Emu.
- Matt Irving - órgano Hammond
- John Linwood - Batería
- Andy Fairweather Low - Guitarra eléctrica
- Ian Ritchie - Piano, teclados, saxo tenor, Fairlight, programación de batería.
- John Phirkell - Trompeta
- Peter Thoms - Guitarra eléctrica
- Katie Kissoon, Doreen Chanter, Madeline Bell, Steve Langer Y Vicki Brown - Coros.
- Paul Carrack - Voz

- Datos: Q6145046